# بول باتون
بول باتون (بالإنجليزية: Paul Paton)‏ (18 أبريل 1987 في المملكة المتحدة - ) هو لاعب كرة قدم بريطاني في مركز الظهير. شارك مع منتخب أيرلندا الشمالية لكرة القدم. أما مع النوادي، فقد لعب مع دندي يونايتد وسانت جونستون ونادي بارتيك ثيسل ونادي كوينز بارك.

## مسيرته الكروية
لعب بول باتون خلال مسيرته الاحترافية مع 7 أندية في ستة عشر موسمًا وسجل خلالها 13 هدفًا ضمن 414 مباراة. ولم يفز بأي موسم بالكأس أو بالدوري.
خاض بول باتون مسيرته مع نادي كوينز بارك في موسم 2005–06 واستمر معه طيلة ثلاثة مواسم، مشاركًا في 91 مباراة سجل خلالها هدفًا واحدًا. ثم انتقل إلى نادي بارتيك ثيسل في موسم 2008–09 ليلعب معه خمسة مواسم، حيث شارك في 147 مباراة سجل خلالها 5 أهداف. لينتقل بعدها إلى نادي دندي يونايتد في موسم 2013–14 واستمر معه طيلة ثلاثة مواسم، مشاركًا في 75 مباراة سجل خلالها 5 أهداف أيضًا. ثم انتقل إلى نادي سانت جونستون في موسم 2016–17 ولمدة موسمين، مشاركًا في 45 مباراة سجل خلالها هدفًا واحدًا. هذا وانتقل لاحقًا إلى نادي بليموث أرجايل في موسم 2017–18 لمدة موسم واحد، مشاركًا في 3 مباريات ولم يسجل أي هدف. ثم انتقل بعدها إلى نادي فالكيرك في موسم 2018–19 لمدة موسم واحد، مشاركًا في 29 مباراة سجل خلالها هدفًا واحدًا. ليعود وينتقل من جديد، لكن هذه المرة إلى نادي دونفرملين أثلتيك في موسم 2019–20 لمدة موسم واحد، مشاركًا في 24 مباراة ولم يسجل أي هدف.

## وصلات خارجية
- بول باتون على موقع قاعدة بيانات كرة القدم.إي يو (الإنجليزية)
- بول باتون على موقع ناشيونال فوتبول تيمز (الإنجليزية)
- بول باتون على موقع Soccerbase.com (لاعب) (الإنجليزية)
- بول باتون على موقع Soccerway.com (الإنجليزية)
- بول باتون على موقع عالم كرة القدم.نت (الإنجليزية)